# Церковь Святого Вардана Мамиконяна (Кисловодск)
Церковь Святого Вардана Мамиконяна (арм. Սուրբ Վարդան Մամիկոնյան եկեղեցի) — церковь Армянской Апостольской церкви в городе Кисловодске Ставропольского края России.
Настоятель — протоиерей Тер Саргис (Погосян).
Архитектор — Арустамян Арсен Робертович, конструктор — Кеворкян Вачак Семёнович.
Церковь расположена на одном из самых высоких холмов Кисловодска. На востоке от неё лежат горы Джинальского хребта с его вершинами Кабан-гора и Малое Седло. Церковь построена в стиле древней армянской храмовой архитектуры.
Адрес: Ставропольский край, г. Кисловодск , улица Кутузова, 107б.

## История
Строительство церкви Святого Вардана Мамиконяна началось в 1992 году.
В 1997 году произошло её освящение Католикосом всех армян Гарегином I в честь святого Вардана Мамиконяна, защитившего христианскую веру на Аварайрском поле.
24 апреля 1999 года открыт памятник «Колокол памяти» (скульптор Г. В. Курегян, художник Ю. А. Багдасаров).